# Mofo
«Mofo» es la tercera canción del álbum de estudio Pop (1997) de la banda irlandesa de rock alternativo U2, lanzada como sencillo el 8 de diciembre de 1997. Contenía como cara B otro tema del álbum que había sido lanzado previamente también como sencillo, "If God Will Send His Angels".

## Letra
La letra contiene referencias a la madre de Bono, que falleció cuando él tenía catorce años. “Mi vida entera está en esa canción. Conozco a muy pocos cantantes cuyas madres están vivas. La razón por la cual te expondrías a ti mismo es porque ahí hay cosas muy, muy profundas. La letra me impacta mucho”. Originalmente el tema se iba a titular "MTFR" (Mofo es abreviación de motherf). Otras canciones que Bono ha escrito sobre su madre son "Lemon", "I Will Follow", "Tomorrow" y, más recientemente, "Iris (Hold Me Close)".

## En directo
U2 abrió con «Mofo» todos los conciertos de la gira PopMart entre 1997 y 1998, justo después de que el grupo hiciera su entrada al escenario a través del público al ritmo de «Pop Muzik», de M, sonando por megafonía. Aunque la versión de estudio incluida en el álbum es más techno orientada a presentaciones en vivo, hubo otras versiones de estilo rock.
No se ha vuelto a interpretar más en una gira del grupo.

## Lista de canciones

### CD
Todas las letras escritas por Bono y The Edge, toda la música compuesta por U2. 
| N.º | Título                                             | Remixado por                        | Duración |  |
| 1.  | «Mofo» (Phunk Phorce Mix)                          | Matthew Roberts                     | 8:43     |  |
| 2.  | «Mofo» (Mother's Mix)                              | Roni Size                           | 8:56     |  |
| 3.  | «If God Will Send His Angels» (The Grand Jury Mix) | Gerald Baillergeau y Victor Merritt | 5:40     |  |

### 12"
Todas las letras escritas por Bono y The Edge, toda la música compuesta por U2. 
| Lado A |                           |                 |          |  |
| N.º    | Título                    | Remixado por    | Duración |  |
| 1.     | «Mofo» (Phunk Phorce Mix) | Matthew Roberts | 8:43     |  |
| 2.     | «Mofo» (Black Hole Dub)   | Matthew Roberts | 6:45     |  |

| Lado A |                            |              |          |  |
| N.º    | Título                     | Remixado por | Duración |  |
| 1.     | «Mofo» (Mother's Mix)      | Roni Size    | 8:56     |  |
| 2.     | «Mofo» (House Flavour Mix) | Roni Size    | 7:16     |  |
| 3.     | «Mofo» (Romin Remix)       | Johnny Moy   | 5:50     |  |

## Personal
U2
- Bono – voz, guitarra
- The Edge – guitarra, teclado, coros
- Adam Clayton – bajo
- Larry Mullen Jr. – batería, percusión

## Posición en las listas
| Listas (1997)                 | Posición |
| ----------------------------- | -------- |
| Australian ARIA Single Charts | 35       |
| Italy (FIMI)                  | 26       |

## Otros datos
La canción aparece en la grabación para DVD del concierto PopMart: Live from Mexico City y también en Hasta la Vista Baby!, un álbum en directo grabado también en Ciudad de México.
El videoclip de “Mofo”, dirigido por Maurice Linnane, muestra imágenes del PopMart Tour, y fue incluido como «bonus track» del DVD recopilatorio The Best of 1990-2000.